# Měšťanský dům čp. 409 (Javorník)
Měšťanský dům č. p. 409 se nachází na ulici Míru mezi domy čp. 408 a 410 v Javorníku v okrese Jeseník. Dům je kulturní památkou ČR a je součástí městské památkové zóny Javorník.

## Historie
Měšťanský dům byl postaven před rokem 1373, kdy je poprvé zmiňován jako součást městské středověké zástavby. V průběhu let byl poškozen při různých katastrofách i v roce 1428, kdy město Javorník dobyli husité. Byl přestavován po požárech (1576, 1603, v roce 1825 byly zničeny 104 domy) a povodních. V roce 1886 na původním barokním jádře byla postavena přestavba domu podle plánů stavitele A. Utnera z Javorníku. Dům byl později upravován. V roce 1945 byl v přízemí obchod Herberta Hankeho.

## Popis
Dům č. p. 409 je empírová řadová jednopatrová pětiosá podsklepená stavba postavená z cihel. Uliční fasáda je členěna kordonovým pasem a korunní římsou. V osové části přízemí je vchod, po jehož stranách jsou obchody. V patře nad pravoúhlými okny jsou návojové římsy. Průčelí ukončuje obdélníkový atikový štít s přiléhajícími segmentovými křídly rámovaný lizénami a završený trojúhelníkovým tympanonem s oběžnou římsou. Atika je ukončena pilířkem. Ve štítu jsou dvě pravoúhlá okna, nad nimi dvě obdélná okna v šambránách. V tympanonu je půlkruhové okénko. Střecha je sedlová. Atikový štít může mít pozdně barokní původ.

## Interiér
V přízemí je valená klenba s pasy.